# 2020年沃兰列车脱轨事故
2020年沃兰列车脱轨事故发生于2020年2月20日澳大利亚維多利亞州的沃兰，新州鐵路的XPT旅客列车发生脱轨，造成2人死亡，12人受伤。

## 事故
新州鐵路上行驶的XPT列车从悉尼中央車站驶向南十字車站，搭乘了约160名乘客以及5名工作人员。列车在19:45当地时间墨尔本以北约45（28英里）出的沃兰附近脱轨。事故发生时，火车的驶出时间比计划晚了大约两个小时，驾驶员和副驾驶员死亡，12人受伤，伤者被送往埃平市的基尔莫尔医院和北方医院，另有一人被空运至皇家墨尔本医院。